# Brünner Stadttheater

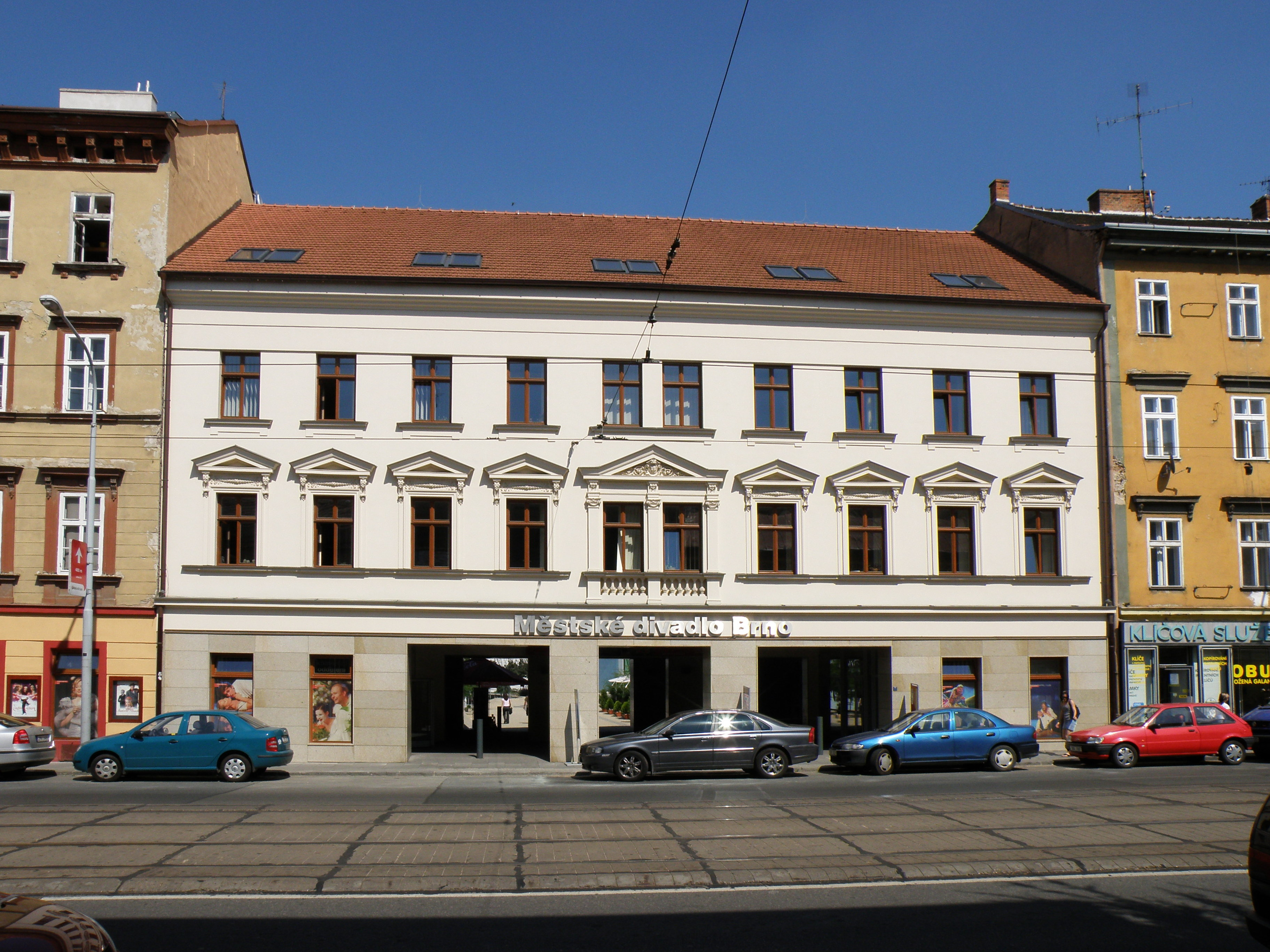
Haupteingang an der Lidická (Straße)

Das Brünner Stadttheater (tschechisch Městské divadlo Brno) ist ein Repertoiretheater in Brünn, das sich vor allem auf Schauspiele und Musicals spezialisiert. Das Gebäude des Theaters befindet sich in der Lidická Straße (Lidice-Straße) im Stadtteil Brno-střed (Brünn-Mitte). Es hat zwei Bühnen, die eine für Schauspiele (Kapazität 365 Zuschauer) und die andere für Musikvorstellungen (680 Zuschauer). 2011 hatte das Theater folgende Führung: Stanislav Moša als Theaterdirektor und Kunstdirektor für Schauspiel, Petr Gazdík als Kunstdirektor für Musical und Igor Ondříček als Kunstdirektor für Singspiel.
In dem Brünner Stadttheater werden viele verschiedene dramatische und musikalische Kunstwerke gespielt, darunter auch neue Werke, die oft direkt für das Brünner Theater geschrieben sind. Das Theater hat auch sein eigenes Orchester.

## Geschichte

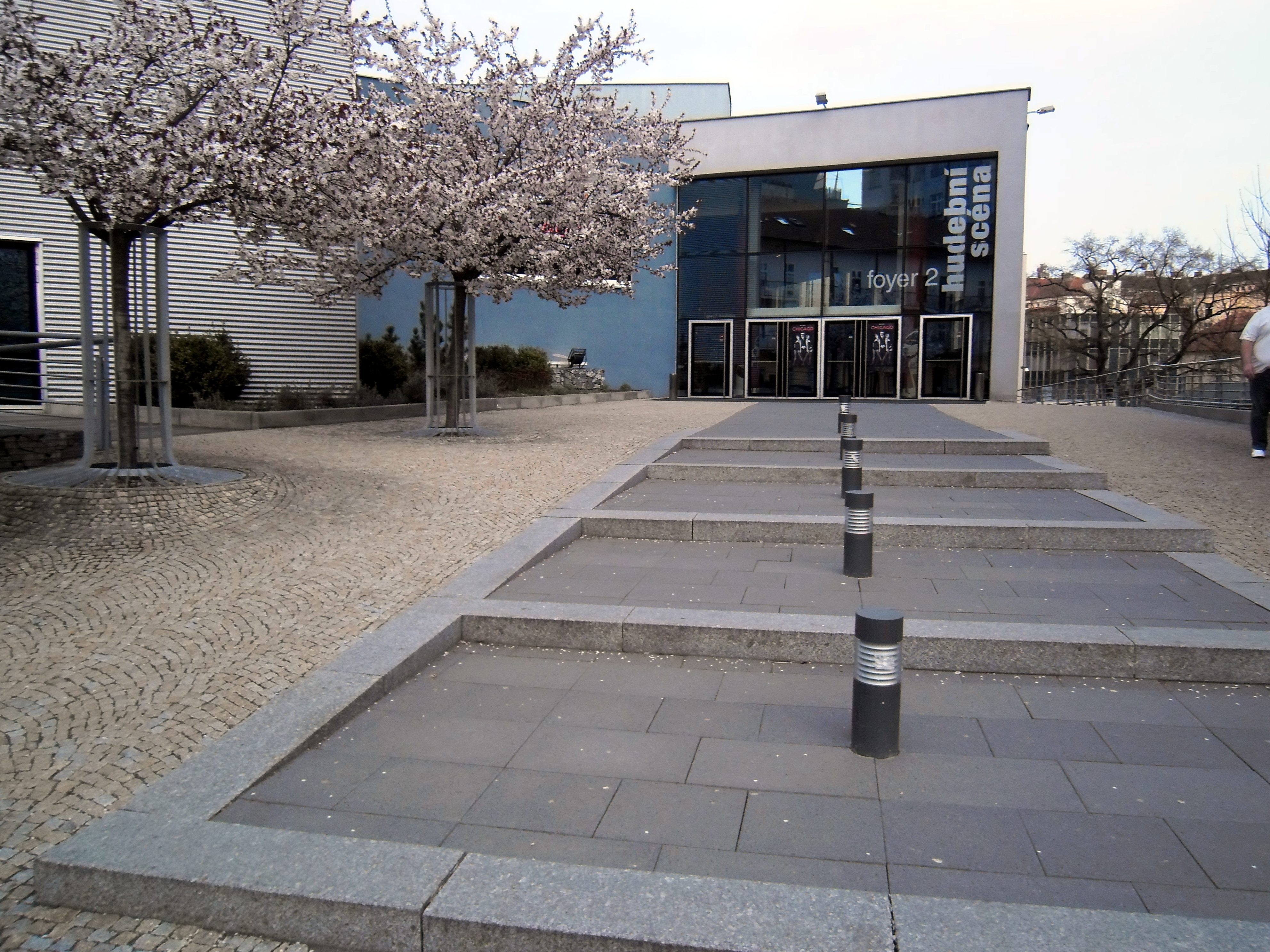
Brünner Stadttheater

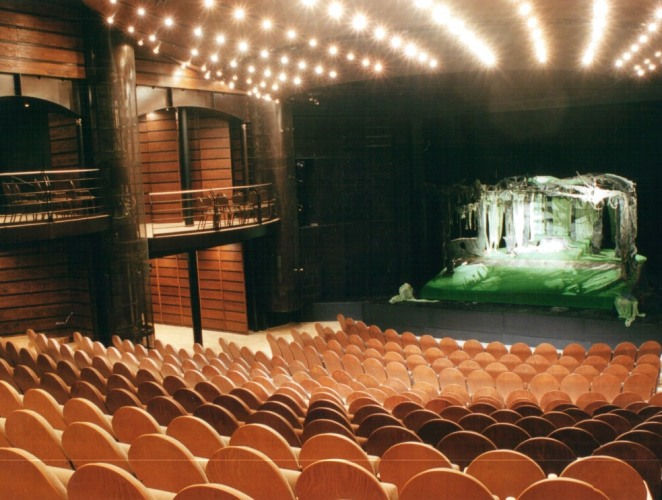
Činoherní scéna (Zuschauerraum)

Das Stadttheater entstand als deutsches Stadttheater im 19. Jahrhundert, während als tschechisches nur ein kleineres Theater – das Theater an der Veveří-Straße – existierte. Beim Zusammenbruch Österreich-Ungarns nach dem Ersten Weltkrieg tauschten diese beiden Theaterbetriebe die Rollen und es zog das tschechische in das Stadttheater, wobei vorerst auch das deutsche Theater an zwei Spieltagen das Stadttheater bespielen durfte, an denen vor allem Opernaufführungen mit großen Bühnenbedarf stattfanden. Das reguläre Haupthaus des deutschen Theaters war aber das Theater Reduta, das zu einem Schauspielhaus umgestaltet wurde.
Das Theater entstand als Svobodné divadlo (Freies Theater) im Sommer 1945 dank Leuten um Regisseur Milan Pásek, mit Unterstützung von Professor Jiří Kroha. Es beherbergte vor allem junge Künstler, die sich schon lange Zeit nach einem Theater (neben dem Mahen-Theater), wo man Werke zeitgenössischer Autoren spielen konnte, sehnten. Das Theater wurde mehrmals umbenannt: Městské a oblastní divadlo (1949), Krajské oblastní divadlo (1950) und Divadlo bratří Mrštíků (Brüder-Mrštík-Theater) (1954).
1988 wurde das Theater mit dem satirischen Theater Večerní Brno und dem Marionettentheater Loutkové divadlo Radost vereint (die Theater hatten einen gemeinsamen Direktor, waren aber sonst getrennt).
Nach der Samtenen Revolution, im Jahre 1990, wurde Jan Kolegar zum Direktor gewählt. Jan Moša, vorheriger Produzent, Dramatiker, seit 1990 Kunstdirektor für Schauspiel und seit 1992 auch Direktor des Theaters, war für die Rekonstruktion der nicht entsprechenden Räume des ehemaligen Kinos in der Lidická Straße, wo sich das Theater jetzt befindet, verantwortlich. Seit 1996 trägt das Brünner Stadttheater seinen heutigen Namen.
In den 1990er Jahren spezialisierte sich das Theater meistens auf Musicalproduktion. Die Absolventen der JAMU beteiligten sich oft daran.

## Bedeutende Schauspieler

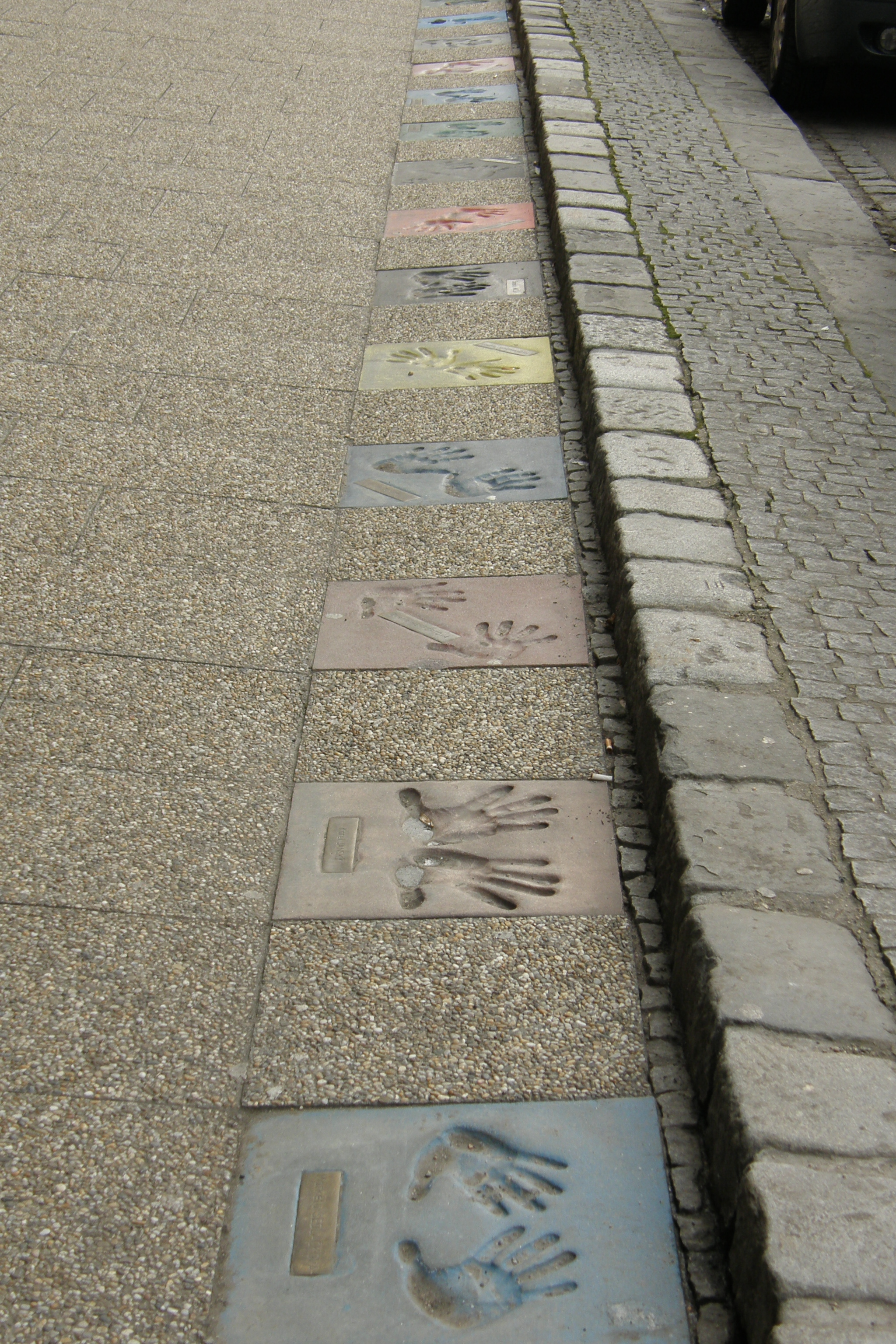
"Walk of Fame"

Einige der Schauspieler des Brünner Theater gewannen Thalia- und Alfréd-Radok-Preise. Seit 2000 hat das Theater sein eigenes "Walk of Fame" mit Handabdrücken seines bedeutendsten Schauspielers.
Zu den wichtigsten Schauspielern der Vergangenheit zählen u. a. Vilma Nováčková, Otakar Dadák, Josef Štefl, Dagmar Pistorová, Jiřina Prokšová, Jana Hliňáková, Stanislav Zindulka, Jaroslav Kuneš und Erik Pardus, einige der heutigen Schauspieler sind Alena Antalová, Dušan Vitázek, Petr Gazdík, Petr Štěpán, Martin Havelka, Hana Holišová, Pavla Vitázková, Lukáš Hejlík und Zdena Herfortová.